# Philippe Remarque
Philippe Remarque (Rozendaal, 19 maart 1966) is een Nederlandse journalist. Van 1 juli 2010 tot 1 september 2019 was hij hoofdredacteur van dagblad de Volkskrant. 

## Biografie

### Loopbaan
Remarque werkt sinds 1996 voor de Volkskrant, eerder onder meer als correspondent in Washington D.C. en Berlijn en als politiek redacteur in Den Haag. Tussen 1991 en 1996 was hij correspondent in Moskou voor De Telegraaf, De Groene Amsterdammer en diverse radiozenders. Hij won in 2008 De Tegel (een prijs voor journalistiek) voor een achtergrondserie over de Amerikaanse presidentsverkiezingen.
Remarque studeerde Ruslandkunde aan de Universiteit van Amsterdam en is lid van het dispuut H.E.B.E. bij het Amsterdamsch Studenten Corps.
Hij solliciteerde in 1993 bij de toenmalige avondkrant NRC Handelsblad, waar indertijd Ben Knapen hoofdredacteur was, maar werd niet aangenomen. Als hoofdredacteur van de Volkskrant volgde hij Pieter Broertjes op.
Remarque stopte op 1 september 2019 als hoofdredacteur en werd opgevolgd door Pieter Klok. Hij zal verdergaan als journalistiek directeur van De Persgroep en gaat die functie combineren met de positie directeur-uitgever van de Volkskrant, Trouw en Het Parool.

### Privé
Remarque woont met zijn echtgenote Sylvia Witteman en hun drie kinderen in Amsterdam. Witteman is columniste bij de Volkskrant.